# Ioánnina
Ioánina (česky Janina, řecky Ιωάννινα, turecky يانيه, Yanya, anglicky Ioannina či Yanina) je město ležící v severozápadní části Řecka v nadmořské výšce 480 m. Ioánina je hlavním městem kraje (prefektury) Epirus. Ve městě žije asi 112 486 obyvatel (2001) a patří tak do první desítky nejlidnatějších řeckých měst. Město je položené na západním břehu jezera Pamvotis a nachází se 450 km severozápadně od Atén a asi 260 km západně od Soluně.
Název města se odvozuje od kláštera sv. Jana (Ágios Ioánnis), na jehož pozemcích vznikla ve středověku osada – zárodek budoucího města. Město je v současnosti sídlem univerzity a důležitou železniční křižovatkou, přesto si dodnes udržuje balkánský a turecký kolorit. Má zachovalé historické městské jádro s úzkými uličkami.

## Dějiny

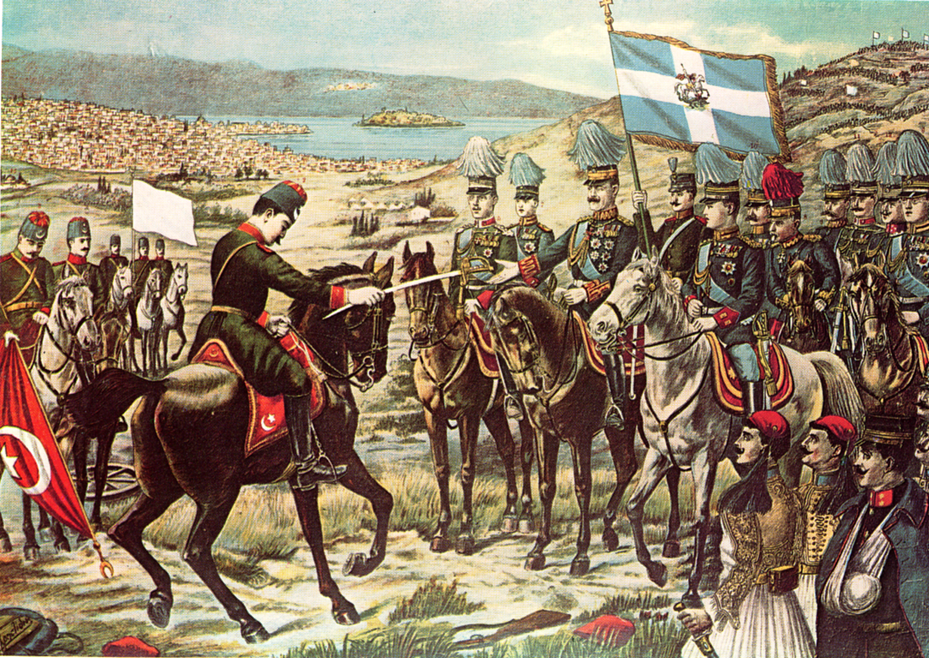
Řecká litografie ukazující kapitulaci Janiny s Essatem Pašou a budoucím řeckým korunním princem Konstantinem I. během první balkánské války.

První zprávy o Ioánnině jsou už ze 7. stol. př. n. l. Již v roce 1085 byla opevněna a v polovině 14. století se dokonce stala sídelním městem srbských knížat, když Štěpán Dušan dobyl severní Řecko. O rok později se prohlásil srbským a řeckým králem. V roce 1431 podlehla Ioánnina turecké invazi. Dobu svého největšího rozkvětu prožila v letech 1788–1822, kdy byla sídlem tureckého guvernéra paši Aliho z albánské Tepelene, jenž odtud ovládal část dnešního Řecka a Albánie fakticky nezávisle na sultánovi. Turecký vládce však nakonec město oblehl a Aliho pašu donutil ke kapitulaci. Když se Ali odebral k jednání o příměří do kláštera sv. Panteleimona na ostrůvku ležícím uprostřed jezera, dal jej sultán zabít. Součástí novodobého řeckého státu se Ioanina stala v roce 1913.

## Památky
Městu dominuje stará pevnost (citadela Frúrion) na mysu vybíhajícím do jezera. Odkud je velkolepý rozhled na jezero se zmíněným ostrůvkem s kláštery a do dálky na mohutnou hradbu pohoří Pindos. Citadela byla založena ve 13. století, ale podstatného rozšíření a modernizace se dočkala až za Alího paši kolem roku 1815. V severní části areálu stojí mešita, s původní výzdobou kupole, postavená Aslanem pašou v roce 1618. Dnes zde sídlí Etnografické muzeum. V pevnosti se nachází i Byzantské muzeum se sbírkou ikon, uměleckých řemesel a zejména kovotepectví, kterým se město proslavilo.
Na východním cípu poloostrova, již mimo citadelu, se poblíž kostela Ágii Anárgyri nachází mauzoleum Alího paši. Po boku manželky Emine leží však jen část pašových ostatků, zatímco uťatá hlava skončila kdesi v Istanbulu.
Nejvýznamnějším ze sedmi klášterů, které byly postaveny ve 13. století, je Moní Ágiu Pantelímonos, kde byl roku 1822 popraven Alí paša.